# Lukáš Vlček (básník)
Lukáš Vlček (* 30. června 1974 Brno) je český básník, fotograf, hudebník a kreslíř. Je synem sochaře Miloše Vlčka a bratrem sochaře Patrika Vlčka.

## Život a dílo
Vystudoval brněnskou Střední průmyslovou školu stavební – obor geodézie (1988–1992), poté studoval Filozofickou fakultu Masarykovy univerzity (ze zdravotních důvodů studium nedokončil). Společně s bratrem Patrikem a dalšími se v roce 1999 podílel na vydání almanachu Krajiny, jehož součástí je i hudební nosič (CD) s autorskými písněmi a texty. Druhé CD bylo součástí projektu divadelního představení, v němž herci byli žáci Zvláštní školy internátní v Ořechově u Brna. Oba bratři následně zhudebnili pohádku Jana Skácela, která nese název "Na koni páv a smrt a moruše". Vydali booklet ve formě miniaturní knížky, která obsahuje celý básnický text pohádky, doplněný linoryty, vytvořenými žáky pod vedením literáta Petra Čermáčka. Pomáhal bratrovi Patrikovi s několika projekty – např. dřevěná pohanská slovanská svatyně na Pohansku u Břeclavi (2002). V roce 2010 vydal básnickou sbírku V hlubině koně tůň, v roce 2016 soubor pohlednic s fotografiemi z údolí říčky Ponávky. Od roku 2017 je v kontaktu s ateliérem Kvark, který nabízí psychoterapeutickou pomoc skrze tvoření různými technikami kreslení, malování.
V Galerii Vránův mlýn v Mokré Hoře, kde působí, se pravidelně konají Dny otevřených vrat (drobné výstavy spojené občasně s minikoncertem, vystavuje se tvorba místní i tvorba kolegů výtvarníků) a sochařské dílny pro tvořivé, kde se zájemci seznamují s základními sochařskými technikami.